# Mönstadt
Mönstadt ist ein Ortsteil von Grävenwiesbach im Hochtaunuskreis in Hessen.

## Geographie
Mönstadt liegt im östlichen Hintertaunus im Naturpark Taunus. Das Dorf liegt ca. 3 Kilometer westlich von Grävenwiesbach. Höchste Erhebungen bei Mönstadt sind der Kaiserley mit 363 Metern über NN und der Spießberg mit 383 Meter über NN.
Nachbarorte sind Heinzenberg (westlich), Grävenwiesbach (östlich) und Naunstadt (südöstlich).

## Geschichte

### Ortsgeschichte
Mönstadt wird erstmals 1404 als „Miönstadt“ erwähnt. Mönstadt ist wie Hundstadt vermutlich ein geplanter Ausbauort zu Grävenwiesbach und gehörte schon immer zum Kirchspiel Grävenwiesbach. 1512 hieß der Ort „Monschit“. Im Ort wohnten damals 22 Familien. 1622 war die Zahl der Familien auf 33 angewachsen. Der Dreißigjährige Krieg machte dem Dorf, wie auch vielen umliegenden Dörfern, schwer zu schaffen. Es wurde fast vollständig zerstört. Nach der Zerstörung wird in den Kirchbüchern nur noch von einer einzigen Familie berichtet. 1746 war der Ort wieder auf 24 Familien angewachsen. Diese verfügten über 3 Pferde, 20 Ochsen und Stiere, 19 Kühe, 161 Schafe und 45 Schweine. Ab Ende des 18. Jahrhunderts wuchs die Bevölkerungszahl wieder an. Während um 1800 der Bevölkerungsstand von 1622 erreicht war, waren es 1830 bereits ca. 185 erwachsene Einwohner. 1910 wurden etwa 210 Einwohner gezählt. Bis nach dem Ersten Weltkrieg gehört mit der Ernstemühle eine Ölmühle zu Mönstadt. Während des Zweiten Weltkriegs wurden an die 100 Menschen aus dem Rhein-Main-Gebiet nach Mönstadt evakuiert, um sie vor den alliierten Bombenangriffen zu schützen. Nach dem Krieg erfolgte eine Zuwanderung von Vertriebenen. Ab den 1960er Jahren veränderte sich die Wirtschaftsstruktur gravierend. Die Bedeutung der Landwirtschaft, die nahezu die einzige Erwerbsquelle gewesen war, ging zurück, die Menschen arbeiteten als Pendler in Frankfurt oder dem Vordertaunus. Damit verbunden war eine Verdopplung der Einwohnerzahl.

### Territorialgeschichte
Mönstadt gehörte zur Herrschaft Neuweilnau und dort zum Kirchspiel Grävenwiesbach. Als Teil dieser Herrschaft kam Mönstadt 1659 zu Nassau-Usingen und wurde dort organisatorisch dem Amt Usingen eingegliedert. Mit der Annexion des Herzogtums Nassau 1866 wurde Mönstadt preußisch und Teil des Landkreises Usingen, der 1972 im Hochtaunuskreis aufging.
Hessische Gebietsreform
Im Zuge der Gebietsreform in Hessen fusionierten zum 31. Dezember 1971 die bis dahin selbständigen Gemeinden  Grävenwiesbach, Heinzenberg, Hundstadt, Laubach, Mönstadt und Naunstadt freiwillig zur erweiterten Gemeinde Grävenwiesbach. Für das Gebiet der sechs früheren Gemeinden wurden per Hauptsatzung jeweils Ortsbezirke errichtet.

### Schulgeschichte

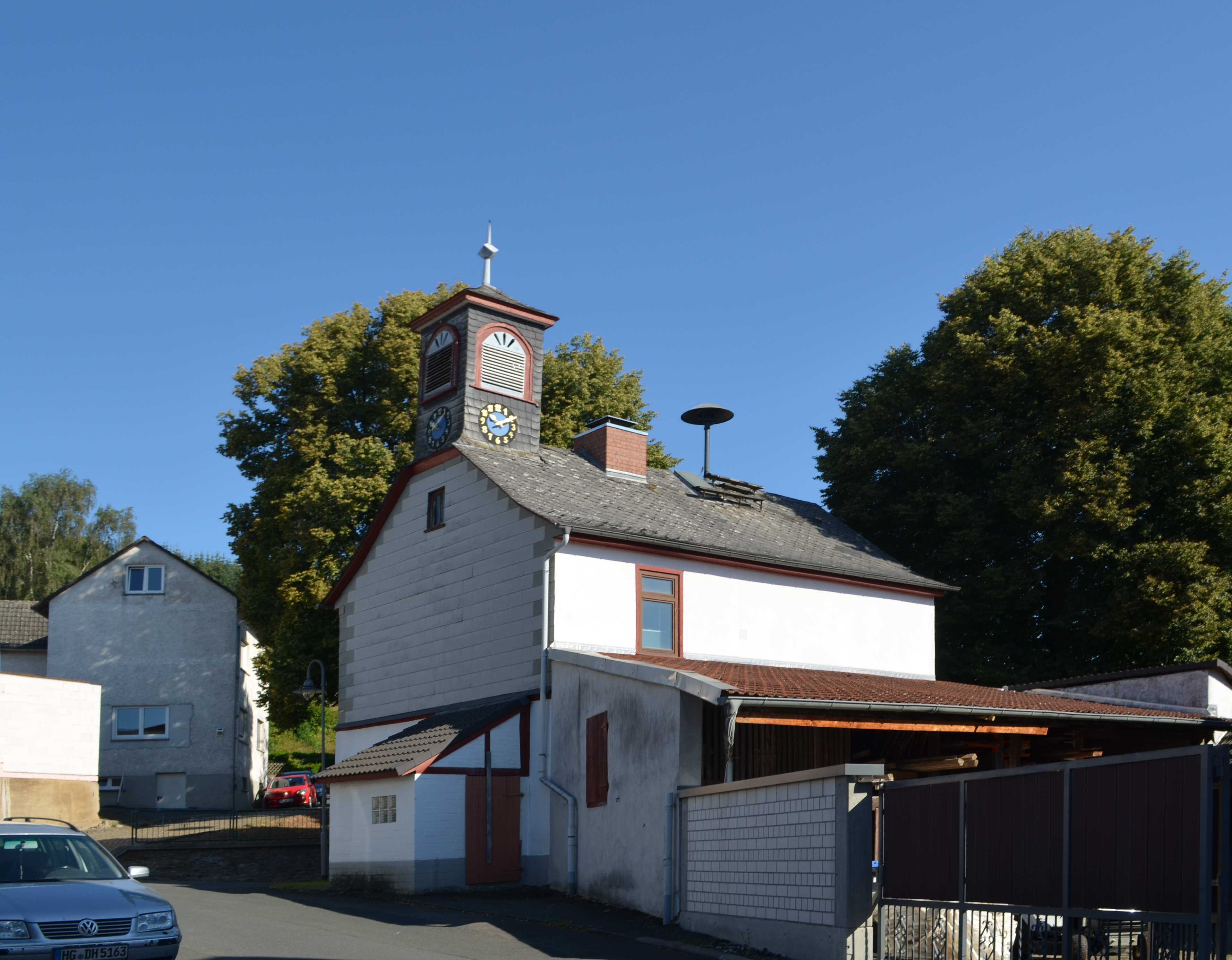
Rathaus

Die Kinder aus Mönstadt besuchten die Kirchspielschule in Grävenwiesbach, bis Heinzenberg 1661 eine eigene Schule erhielt, die auch von den Kindern aus Mönstadt und Winden besucht wurde. 1800 wurde in Heinzenberg ein neues Schulhaus gebaut. Um sich nicht an den Kosten beteiligen zu müssen, entschied sich Mönstadt, die Kinder wieder in Grävenwiesbach einzuschulen. Mit der Neuordnung des Schulwesens im Herzogtum Nassau 1819 wurde jedoch verfügt, dass Mönstadt zum Schulbezirk Heinzenbergs gehört. Die nun zu kleine Schule in Heinzenberg wurde 1827 durch einen Neubau ersetzt, zu dem auch Mönstadt finanziell beitragen musste.
Ab 1889 hatte die Gemeinde Mönstadt ihre eigene Schule. In einem Raum über der Backstube im Rathaus wurden die Schüler unterrichtet, bis 1910/1911 die eigene Schule errichtet worden war. Die Schule wurde jedoch nur ca. 80 Jahre genutzt. Mit der Schulreform 1967 wurden Mittelpunktgrundschulen geschaffen und die Schüler besuchten nun die Grundschule in Grävenwiesbach. Das Schulgebäude wird heute als Kindergarten genutzt. Im Schulhof wurde 1995 das Dorfgemeinschaftshaus und das Feuerwehrhaus errichtet.

### Eisenbahn
1895 wurde das Usinger Land durch die Verlängerung der Homburger Bahn sowie die Inbetriebnahme des ersten Abschnitts der Bahnstrecke Friedrichsdorf–Albshausen mit dem Eisenbahnnetz verbunden. 1909 wurde auch Mönstadt direkt über die Weiltalbahn, die nach Weilburg führte, angeschlossen. Deren Haltepunkt Heinzenberg lag auf halber Strecke zwischen Heinzenberg und Mönstadt. Ein besonderer Kunstbau war die Eisenbahnbrücke über das Steinkerzbachtal bei Mönstadt. Die Stahlbrücke war etwa 120 Meter lang und 24 Meter hoch. 1969 wurde die Strecke stillgelegt, die Brücke 1974 abgerissen.

## Politik
Ortsbeirat
Für Mönstadt besteht ein Ortsbezirk (Gebiete der ehemaligen Gemeinde Heinzenberg) mit Ortsbeirat und Ortsvorsteher nach der Hessischen Gemeindeordnung.
Der Ortsbeirat besteht aus fünf Mitgliedern. Bei den Kommunalwahlen in Hessen 2021 betrug die Wahlbeteiligung zum Ortsbeirat 75,45 %. Dabei wurden gewählt: ein Mitglied der SPD, ein Mitglied der CDU und drei Mitglieder der „Freien Wählergemeinschaft Grävenwiesbach“ (FWG). Der Ortsbeirat wählte Andreas Moses (FWG) zum Ortsvorsteher.

## Kulturdenkmäler
Siehe Kulturdenkmäler in Mönstadt.

## Wirtschaft
Die Spar- und Darlehenskasse Mönstadt eGmbH fusionierte 1968 mit der Raiffeisenbank Grävenwiesbach.